# Hammouda El Caïd
Hamouda El Caïd, né en 1942 à Casablanca, est un homme politique marocain, avocat, et docteur en sciences sociales et sociologie du développement. 

## Études
En 1995, sort sa thèse de doctorat, soutenue à l'université Paris 1 Panthéon-Sorbonne, sur L'Administration et l'emploi des jeunes au Maroc. 

## Vie professionnelle
Il est inscrit en tant que professionnel du droit depuis le 18 octobre 1969. Il a travaillé au sein du ministère de l’Intérieur de 1972 à 1999.

## Carrière politique
Il était, de 1995 environ jusqu'au 3 octobre 1998, wali du Grand Casablanca.